# Classe Lapérouse
Pour les articles homonymes, voir La Pérouse (homonymie).
La classe Lapérouse est une classe de bâtiments développée et produite par la DCAN. Cette classe est nommée d'après le nom du navigateur français Jean-François de La Pérouse.

## Description
Cinq navires ont été construits à la fin des années 1980. Trois sont des bâtiments hydrographiques de 2e classe, un est un patrouilleur de service public depuis 2002 (auparavant bâtiment hydrographique de 2e classe) et le dernier est un bâtiment d'expérimentation de la guerre des mines.
Les trois bâtiments hydrographiques auraient dû être désarmés entre 2025 et 2026 mais les deux successeurs prévus, selon les prévisions de mai 2021, n'arriveront qu'entre 2027 et 2028.

## Unités
| Nom       | indicatif visuel | Construction       | Lancement        | Mise en service | Type                       | Port d'attache |
| --------- | ---------------- | ------------------ | ---------------- | --------------- | -------------------------- | -------------- |
| Lapérouse | A791             | 11 juin 1985       | 15 novembre 1986 | 20 avril 1988   | Bâtiment hydrographique    | Brest          |
| Borda     | A792             | 2 septembre 1985   | 15 novembre 1986 | 16 juin 1988    | Bâtiment hydrographique    | Brest          |
| Thétis    | A785             | 8 mars 1986        | 15 novembre 1986 | 9 novembre 1988 | Navire de guerre des mines | Brest          |
| Laplace   | A793             | 1er septembre 1987 | 9 novembre 1988  | 5 octobre 1989  | Bâtiment hydrographique    | Brest          |
| Arago     | P675             | 20 juin 1989       | 6 septembre 1990 | 9 juillet 1991  | Patrouilleur               | Brest          |